# Ølstykke FC
Der Ølstykke Fodbold Club af 1918 ist ein dänischer Fußballverein aus Ølstykke-Stenløse.

## Geschichte
Der Ølstykke Idrætsforening wurde am 18. Mai 1918 gegründet, aus diesem gründete sich 1986 die Fußballabteilung nach Erreichen des durch den landesweiten Verband Dansk Boldspil-Union organisierten Spielbetriebs als eigenständiger Verein aus. Ein erster größerer Erfolg gelang im Pokalwettbewerb 1989/90 mit dem Halbfinaleinzug, den Erfolg stoppte erst Aarhus GF mit jeweils 1:0-Erfolgen in Hin- und Rückspiel. Im Pokalwettbewerb 1990/91 wiederholte die Mannschaft den Einzug ins Semifinale, dieses Mal war der spätere Titelträger Odense BK mit einem 5:0- respektive 3:0-Sieg eine zu hohe Hürde.
1993 stieg Ølstykke FC in die zweitklassige 1. Division auf, wo der Klub bis 1998 antrat. Nach dem erneuten Aufstieg 1999 verpasste die Mannschaft aber nach zwei Jahren am Ende der Spielzeit 2000/01 gemeinsam mit Fremad Amager und Tabellenschlusslicht IF Skjold Birkerød erneut den Klassenerhalt. Nach dem direkten Wiederaufstieg gelang in der Spielzeit 2003/04 als Tabellensiebter das bis dato beste Ergebnis der Vereinsgeschichte. Als Tabellenschlusslicht im Endklassement der Spielzeit 2007/08 stieg der Klub vier Jahre später erneut in die Drittklassigkeit ab.
Die Mannschaft des Ølstykke FC rutschte wieder in den regionalen Spielbetrieb ab, trat aber zeitweise als Teilnehmer im dänischen Landespokal weiter überregional in Erscheinung. 2011 schloss sich die Wettkampfmannschaft mit Stenløse Boldklub zum SC Egedal zusammen. 2015 wurde der Zusammenschluss jedoch wieder aufgehoben. Dabei übernahm Stenløse Boldklub das Startrecht in der fünften Spielklasse, Ølstykke FC nahm den Spielbetrieb auf dem achthöchsten Liganiveau wieder auf.